# マーケイター・クーパー
マーケイター・クーパー（英語：Mercator Cooper、1803年9月29日 - 1872年3月または4月）は公式に日本を訪れた最初のアメリカ人であり、東南極に公式に上陸した最初の人物でもある。

## マンハッタン号の日本寄港
1843年11月9日、クーパーは440トンの捕鯨船マンハッタン（Manhattan）の船長としてニューヨーク州サグハーバー（Sag Harbor）を出港した。1845年3月14日、マンハッタンは小笠原諸島の鳥島で11人、また翌日に漂流中の11人の日本人漂流民を救出した。
クーパーは房総半島沖で4人の漂流民をボートで上陸させ、残りの漂流民を港に送り届けたい旨を伝えさせた。日本は鎖国中であり、外国人との接触は嫌がったが（但し、この3年前に天保の薪水給与令がでて、やや柔軟な政策に転換していた）、1845年4月18日に幕府はマンハッタン号の浦賀への入港を認めた（マンハッタンは強風のため一旦北方に流されたが、その間に幕府では老中首座の阿部正弘他幕閣の協議があった）。クーパーの日記によると、それぞれ15人が乗った約300隻の日本船に曳航されての入港であった。「我々は全員が武器を預け、帰国までそれは返却されなかった。何人かの高官（一人は江戸詰めの浦賀奉行土岐頼旨）が船を訪れ、彼らは何れも友好的であった。」
日本人は彼の船と、またマンハッタンの乗組員では唯一の黒人であったパイラス・コンサー（Pyrrhus Concer）とアメリカ先住民であるエリーザー（Eleazar）を興味深く調べた。
日本側は、水、コメ20俵、麦2俵、小麦粉1箱、さつまいも11俵、鶏50羽、木材、大根、お茶10ポンドを無料で供給し、その他漆器などのおみやげを渡し、漂流民の送還に感謝した。また、クーパーに対して日本に戻ってこないようにとも告げた。 
4月21日、300隻の日本船が、マンハッタンを沖合20マイルまで曳航した。
クーパーはこのとき、日本人漂流民が使用していた海図を持ち帰り、1846年10月14日の帰国後に米国政府に提出した。この地図はマシュー・ペリーの1853年の日本来航の際に利用されたと言われている。

## 南極探検
1851年、クーパーは捕鯨 とアザラシ捕獲のため、382トンのレバント の船長として再びサグハーバーを出港した。ロス海の流氷を抜け、1853年1月26日にクーパーは棚氷が70ないし100マイルに渡って山のようつながる陸地を視認した。翌日もまだ棚氷は見えており、その背後には高い山がそびえ立っていた。マーケイターは陸地に近づき、ボートを降ろすように命令した。彼らは棚氷に降り立ち、そこで無数のペンギンを目撃したものの、目的とするアザラシはいなかった。彼らが上陸した場所は、現在ヴィクトリアランドのオーテス・コーストと呼ばれている。これはほぼ間違いなく「最初の記録された南極大陸」への上陸だった。彼らは数日間大陸が見える位置に滞在した後、2月2日にはバレニー諸島を視認した。航海の終了後、レバントは中国へ売却された。 
このときの航海日誌はニューヨーク州イーストハンプトンビレッジの図書館に保管されている。
1872年クーパーは南米コロンビアのバランキヤで死亡した。死亡日は3月23日、または4月24日と言われている。